# Tatort: Außer Gefecht
Außer Gefecht ist ein Fernsehfilm aus der Krimireihe Tatort. Der vom Bayerischen Rundfunk unter der Regie von Friedemann Fromm produzierte Beitrag ist die 630. Tatort-Episode und wurde am 7. Mai 2006 im Ersten Programm der ARD erstgesendet. Das Münchner Ermittlerduo Batic und Leitmayr ermittelt seinen 43. Fall. Das Besondere an dieser Tatort-Folge ist, dass sie in Echtzeit an einem Sonntagabend zwischen 20:15 und 21:45 spielt. Darauf wird in zahlreichen Szenen, in denen Uhren mit der aktuellen Zeit zu sehen sind, hingewiesen.

## Handlung
Ivo Batic, Franz Leitmayr und Carlo Menzinger lauern als Kellner verkleidet im Restaurant des Münchner Olympiaturms dem ehemaligen Krankenpfleger Johannes Peter Peschen auf, der zwölf Patienten getötet haben soll. Nachdem der Gesuchte tatsächlich eintrifft, nehmen ihn die Kommissare fest, doch Peschen gelingt es, Leitmayr in seine Gewalt zu bekommen und ihn in den Aufzug zu ziehen. Dort verabreicht er ihm eine Spritze, die er bei seinem Eintreffen im Lift versteckt hatte. Als der Aufzug in großer Höhe stecken bleibt, beginnt für Leitmayr ein Wettlauf gegen die Zeit. Über die Telefonanlage des Aufzugs kann er dem Notdienst seine Situation zwar schildern, doch bricht die Verbindung kurz darauf ab. Batic und Menzinger versuchen krampfhaft, in die Nähe ihres Kollegen zu gelangen und sind der Überzeugung, dass Peschen diese Aktion kaltblütig geplant und Leitmayr mit dem anonymen Anruf geködert hatte. Vor kurzem hatte sich der Kommissar öffentlich in einer Pressekonferenz abwertend über Peschen als Todesengel geäußert, woraufhin sich dieser jetzt veranlasst sah, dem Kommissar eine Lehre zu erteilen. Er will ihm mit dieser Aktion zeigen, was Schmerzen bedeuten und wie verzweifelt Patienten sind, die sich krankheitsbedingt in einer solchen ausweglosen Situation befinden und sich nur noch nach dem Tod sehnen.
Batic und Menzinger gelingt es zunächst nicht, ihren Kollegen direkt zu befreien, sie müssen tatenlos zusehen, bis endlich der Liftnotdienst eintrifft. Sie finden allerdings heraus, dass Peschen unheilbar an Krebs erkrankt ist und nichts mehr zu verlieren hat. Als sie endlich zu Leitmayr in den Lift gelangen können, hat sich Peschen bereits selbst getötet und sich eine tödliche Dosis Schmerzmittel verabreicht.

## Hintergrund
Der Film wurde vom 26. September 2005 bis 29. Oktober 2005 in München gedreht.

## Rezeption

### Kritik
„Friedemann Fromm gehört zur Generation der kreativen Kopfarbeiter im deutschen Fernsehen. Qualität und Quote sowie Krimigenre und Sozialkritik versöhnt er immer wieder in seinen Filmen. Mit seinem vierten Bayern-‚Tatort‘, einem spannenden Thriller um Todesspritzen und Pflegenotstand, ist ihm ein außergewöhnlicher Krimi gelungen.“

### Einschaltquote
Die Erstausstrahlung von Außer Gefecht am 7. Mai 2006 wurde in Deutschland von 6,3 Millionen Zuschauern gesehen und erreichte einen Marktanteil von 20,4 % für Das Erste.